# Henry Ward
Henry Lorette Ward (Jackson, 30 gennaio 1952 – 29 luglio 2016) è stato un cestista statunitense, professionista nella ABA, nella NBA e in Italia.

## Carriera
Venne selezionato dai Cleveland Cavaliers al sesto giro del Draft NBA 1975 (99ª scelta assoluta).